# Salvià
Salvià (Salvianus) fou un escriptor eclesiàstic del segle v, que, encara que mai no fou bisbe, és anomenat per Gennadi de Marsella com "el mestre dels bisbes".
Va néixer a Trèveris o rodalia, i se sap que quan es va casar amb Pal·làdia, una dama pagana de Colònia (filla d'Hipaci i Quieta) ja era cristià; va imposar el cristianisme a la seva dona, i després del naixement de la seva filla Auspiciola, la va tancar a un monestir; el seu sogre s'hi va enfrontar però al cap de set anys el va poder convertir; després se'n va anar al sud de la Gàl·lia on va esdevenir prevere de l'església de Marsella i va restar a Provença la resta de la seva vida; fou amic de Euqueri, bisbe de Lió (fou preceptor dels seus fills Saloni de Gènova i Verà).
Encara era viu al 490 i va morir no gaire temps després.
Es conserven algunes obres de Salvià:
- I. Adversus Avaritiam Libri IV. ad Ecclesiam Catholicam
- II. De Providentia s. De Gubernatione Dei et de Justo Dei pracsentique Judicio Libri
- III. Epistolae IX

Altres obres no conservades i que són esmentades per Gennadi com obra de Salvià, són:
- 1. De Virginitatis bono ad Marcellum Libri III.
- 2. De eorum Praemio satisfaciendo
- 3. Ad Salonium Episcopum Liber I
- 4. Expositionis extremae Partis Libri Ecclesiastis ad Claudianum Episcopum Viennensem Liber I
- 5. De Principio Cenesis usque ad Conditionem Hominis Liber I
- 6. De Sacramentis Liber I
- 7. Homilies